# La prueba de las promesas
La prueba de las promesas es una comedia original de Juan Ruiz de Alarcón, publicada por primera vez en la Parte segunda de las comedias del licenciado Iuan Rvyz de Alarcón y Mendoza, Relator del Consejo de Indias. (Barcelona: Sebastián de Cormellas, 1634).

## Análisis
Los personajes principales de esta obra, datada a finales de 1617, —Don Mendo, doa Ana, Beltrán y el Conde— aparecen en otras obras de Ruiz de Alarcón como Las paredes oyen, El examen de maridos, El tejedor de Segovia, Los pechos privilegiados, Ganar amigos y La verdad sospechosa. Al polarizarse radicalmente la psicología de sus personajes, Alarcón pretende definirlos a través de rasgos individuales derivados de su condición social. En esta comedia se comienza a ejercer un examen del comportamiento ético de todas las clases sociales dentro del teatro alarconiano, tanto ricos como pobres.
El personaje mejor delineado es don Juan, arquetipo de la soberbia y la codicia. Es un hombre egoísta, el primer personaje de las comedias alarconianas con una tipología bien establecida. El enredo y las causas permiten hacer que los perfiles anímicos y morales de los personajes comiencen a definirse, sin importar si están a tono o no con la tipología del teatro contemporáneo.
Al igual que en La cueva de Salamanca, la formación humanística y cultural de Alarcón lo llevaba a abordar temas casi olvidados para la época, como la magia. En La prueba de las promesas el dramaturgo pone la magia al servicio del hombre, a la que considera la más perfecta criatura. Esta obra, además, es una adaptación del cuento De lo que contesçió a un deán de Santiago con don Illán, contenida en Libro de los enxiemplos del Conde Lucanor et de Patronio, del infante Don Juan Manuel.